# Armée du Danube (AD)
Pour les articles homonymes, voir Armée du Danube (homonymie).
L’Armée du Danube (AD) est une unité de l'armée de terre française qui a combattu entre 1918 et 1919 à la fin de la Première Guerre mondiale sur le front d'Orient, et de l'été 1919 au début 1920 en Hongrie bolchévique, en Ukraine en proie à la guerre civile et dans les Balkans, à Constantinople. Après l'armistice les unités de l'Armée d'Orient commandées par Louis Franchet d'Espèrey sont articulées en trois groupements, composés de divisions aux effectifs réduits.

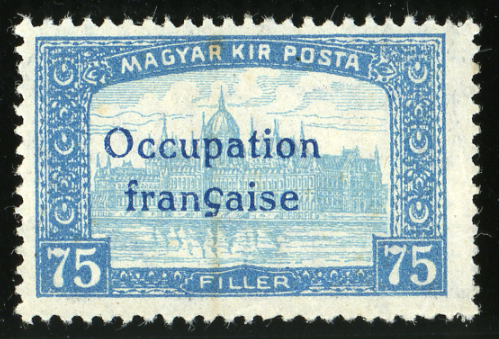
Timbre hongrois surchargé Occupation française en 1919 par l'Armée de Hongrie (AD).

## Création et différentes dénominations
Pour un article plus général, voir Armée française d'Orient.
- 11 août 1916 : à  partir du 11 août 1916, les forces françaises de l’« Armée d'Orient » (AO) constituent l’« Armée française d'Orient » (AFO). L’AFO est sous les ordres du « Commandement des Armées alliées en Orient » (CAA).
- 28 octobre 1918 : les forces de l'aile droite de l'Armée Française d'Orient stationnées sur la rive roumaine du Danube et commandées par le général Henri Berthelot, reçoivent la dénomination d’« Armée du Danube » (AD)[1].
- Dans le cadre de la coalition antibolchévique de 1919 L’AFO devient l’« armée de Hongrie » le 1er mars 1919 jusqu’au 31 août 1919, date de sa dissolution[1].
- Le 10 septembre 1919 l’« armée du Danube » reçoit la dénomination d’« armée française d’Orient » (AFO 2e formation)[1].
- 1920, le poste de Louis Franchet d'Espèrey est officiellement supprimé à sa demande et l'Armée d'Orient se réduit au Corps expéditionnaire d'occupation de Constantinople.

Les Sigles :
- CEO : Corps expéditionnaire d'Orient
- CED : Corps expéditionnaire des Dardanelles
- AO : Armée d'Orient (ensemble des Armées françaises en Orient)
- AFO : Armée française d'Orient
- CAA : Commandement des Armées alliées en Orient
- AAO : Armées alliées en Orient
- AH : Armée de Hongrie
- AD : Armée du Danube
- COC : Corps expéditionnaire d'occupation de Constantinople

## Les commandants
- 28 octobre 1918 : général Henri Berthelot
  - Chef d'état-major : Lieutenant-Colonel Caput
- 5 mai 1919 : général Jean César Graziani
  - Chef d'état-major : Colonel Bauby

## Historique des garnisons, campagnes et batailles

### 1918
- Fin octobre : concentration vers Roussé, Pleven et Veliko Tarnovo (Bulgarie).
- 30 octobre : Armistice avec la Turquie
- 4 novembre : Armistice avec l'Autriche-Hongrie
- 10 novembre : Combats navals sur le Danube pour capturer la flotte fluviale allemande en retraite, à Giurgiu, Svichtov et Nicopolis ; franchissement du Danube, jonction avec l'armée roumaine et cantonnement à Bucarest.
- 11 novembre : Armistice avec l'Allemagne puis transport en train vers les ports roumains de Brăila, Galați et Constanța.
- Fin décembre : Embarquement vers l'Ukraine (Odessa, Kherson, Sébastopol) sous les ordres du général d'Anselme, dans le cadre de l'intervention alliée pendant la guerre civile russe[2].

### 1919
- Avril : Évacuation par la mer Noire d'Odessa et de Sébastopol ; débarquement à Cetatea Albă sur le liman du Dniestr et positionnement sur la rive droite de ce fleuve à Tighina et en aval.
- 10 septembre : l’Armée du Danube devient l’Armée Française d’Orient (AFO).

## Composition de l'Armée du Danube (AD)
- Infanterie
  - Le groupement du général Anselme
    - 16e DIC
    - Division de l'Archipel de l'armée grecque

  - 30e division d’infanterie
  - 76e division d’infanterie
  - 156e division d'infanterie (décembre 1918)
  - Une division britannique (jusqu'au 15 décembre 1918)
  - Unités roumaines
- Cavalerie
  - 4ème régiment de chasseurs d'Afrique[3]
  - Une division de cavalerie polonaise
- Artillerie : 
  - Deux groupes de 155 C Schneider
- Aviation : 
  - Trois escadrilles de chasse

## Commandement des Armées alliées en Orient (CAA)
- 17 juin 1918 : général Franchet d'Espèrey

## Sources et bibliographie
- Général Bernachot, Les Armées françaises en Orient après l'armistice de 1918, Imprimerie nationale, 1970, 3 volumes :
  - 1.L'Armée française d'Orient, l'Armée de Hongrie (11 novembre 1918 - 10 septembre 1919).
  - 2.L'Armée du Danube, l'Armée française d'Orient (28 octobre 1918 - 25 janvier 1920).
  - 3.Le corps d'occupation de Constantinople (6 novembre 1920 - 2 octobre 1923).